# 1752 en architecture
| Années de l'architecture : 1749 - 1750 - 1751 - 1752 - 1753 - 1754 - 1755    |
| Décennies de l'architecture : 1720 - 1730 - 1740 - 1750 - 1760 - 1770 - 1780 |

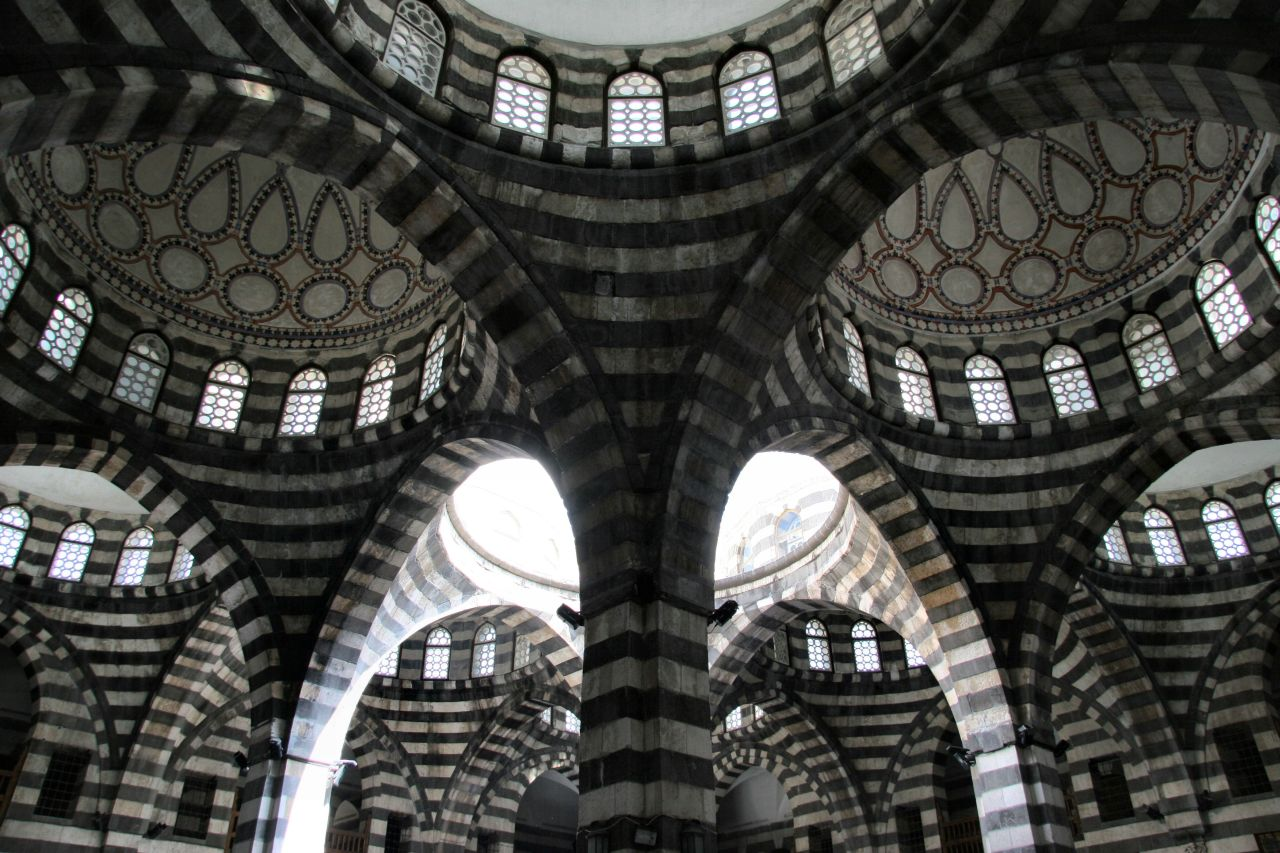
Khan Assad Pacha.

Cet article présente les faits marquants de l'année 1752 en architecture.

## Réalisations
- 20 janvier : début de la construction du palais de Caserte, près de Naples, par l’architecte Luigi Vanvitelli.

- Reconstruction des palais du Kremlin à Moscou après les incendies de 1701 et 1737.
- Finalisation de l'hôtel particulier Ostein à Mayence par l’architecte Johann Valentin Thomann (1695-1777).
- Achèvement de l'église jésuite à Lierre en Belgique, en style baroque.
- Vers 1752 : construction du Wat Intharawihan sous le nom de Wat Rai Prik (« Le temple des champs de légumes ») à Bangkok, en Thaïlande[1].

## Événements
- Publication du Recueil d’antiquité égyptiennes, étrusques, grecques, romaines et gauloises, de Caylus (1752-1757).

## Récompenses
- Prix de Rome (sujet : une façade de palais) : Charles De Wailly, premier prix ; Pierre-Louis Helin, deuxième prix ; Pierre-Louis Moreau-Desproux, troisième prix.

## Naissances
- 18 janvier : John Nash, architecte britannique († 13 mai 1835).

## Décès
- x